# Herb gminy Cestas

Herb Cestas (Gironde)

Herb miasta i gminy Cestas stanowi tarcza czwórdzielna w krzyż. Pierwsze i czwarte heraldycznie złote pole zawiera po jednej skierowanej w prawo brązowej, naturalnie oderwanej głowie dzika z białymi kłami. Drugie i trzecie zielone  pole zawiera po jednym złotym ulu. Centralnie en face na styku pół srebrna postać świętego Rocha, z takimiż nimbem wokół głowy i kosturem pielgrzyma w prawej ręce.